# 憲子内親王 (霊元天皇皇女)
憲子内親王（のりこないしんのう）は、江戸時代中期の皇族。霊元天皇の第二皇女。母は小川坊城俊広女藤大典侍。夫は近衛家熈、子に近衛家久、徳君（徳大寺公全室）。幼称は女一宮。

## 生涯
1669年に霊元天皇の第二皇女として生まれる。第一皇女が夭折したため、憲子が女一宮とされた。1684年1月19日に内親王宣下を受ける。
後に皇別摂家の近衛家の当主、近衛家熈の室に入る。